# Popoli (revue)
Popoli est la revue internationale des jésuites italiens. Fondée en 1915, aujourd’hui elle est publiée à Milan.

## Histoire

### Le Missioni della Compagnia di Gesù (Les Missions de la Compagnie de Jésus)
Fin 1914, sur l’initiative du jésuite Giuseppe Petazzi, à Venise on entreprit la publication du magazine bimensuel Le Missioni della Compagnia di Gesù. Le premier numéro parut en janvier 1915 sous les auspices du pape Benoît XV, « alors que tout le monde est attristé par le sombre spectacle de la guerre qui déchire l’Europe », comme l’écrivait le directeur dans le premier éditorial. Le magazine voulait « raconter et promouvoir la grande initiative des missions », se référant en particulier aux jésuites italiens. Dès le début, il se distingua par un large emploi des images et par l’optique internationale avec le goût de l’exotisme propre de l’époque. Devenu un mensuel en 1943, le magazine passa en 1954 du format « cahier » à un plus grand semblable à l’actuel, imprimé en rotogravure.

### Popoli e missioni (Peuples et missions)
L’année 1970 fut celle de deux nouveautés principales : la collaboration entre les jésuites italiens et la direction italienne des Œuvres Pontificales Missionnaires, ce qui conduisit au nouveau titre Popoli e missioni et à l’introduction des photos en couleurs. Le nouveau magazine étendit ses horizons, commençant à s’occuper avec une ouverture plus universelle de tout le monde de l’évangélisation.

### Popoli
En 1987 commença la troisième phase de l’histoire du magazine ; à la fin de la collaboration avec les Œuvres Pontificales Missionnaires, le titre prit le nom actuel de Popoli. En 1993, le premier journaliste laïque entra à la rédaction. Le magazine s’occupa de plus en plus des déséquilibres entre Nord et Sud du monde, suivant le chemin indiqué par Giuseppe Bellucci (directeur à partir de 1976), qui se demandait : « Est-ce que nous allons vers un nouveau type d’exploitation ou vers un monde plus juste ? » Popoli se qualifia de plus en plus comme un magazine d’information, non seulement comme une publication missionnaire mensuelle. En 1998, le père Bellucci quitta la revue qu’il avait dirigée pendant 22 ans et, après la brève direction du père Giustino Béthaz, en 1999, lui succéda le père Bartolomeo Sorge, ex directeur de la Civiltà Cattolica et en même temps de Aggiornamenti Sociali. En 2006, Stefano Femminis est nommé directeur : c’est le premier laïque responsable d’une revue des jésuites en Italie. Gardant son profil international, dans les dernières années, Popoli s’est de plus en plus intéressé aux dynamiques de l’immigration en Italie et de la transformation de la société multiethnique. À partir de 2010, on a adjoint à la revue un webmagazine avec des contenus extra par rapport à la publication en papier, et en 2011, Popoli a été la première revue catholique en Italie qui a développé une application par i-Pad.

## Objectifs
En 2005, le père Bellucci écrivait que la revue s’est proposé de :
- Mettre l’accent sur les valeurs culturelles et religieuses des peuples du monde. Conduire le lecteur, à travers les articles et les images, à la découverte de son prochain.

- Porter une attention particulière à l’inculturation de l’Evangile dans les différentes aires culturelles du monde.

- Porter aussi l’attention à l’aspect œcuménique de la mission, soulignant les aspects les plus significatifs du dialogue entre les Églises et les religions.

## Thèmes principaux
Aujourd’hui la revue s’article autour de trois « piliers ». Le premier, « Chemins de justice » aborde des thèmes sociopolitiques, concernant le Sud du monde et l’immigration : des droits de l’homme à la coopération, des déséquilibres économiques à l’environnement, etc. Dans le second « Identité-différence », on approfondit les dimensions culturelles, anthropologiques et religieuses des peuples et le défi de la rencontre entre cultures différentes dans un monde globalisé. Le troisième pilier, « Dialogue et annonce », est consacré aux questions interreligieuses, à l’œcuménisme et à raconter comment la mission change aujourd’hui. Les mêmes clefs de lecture de la réalité définissant la ligne du webmagazine et de toutes les initiatives de Popoli dans l’édition.

## Collaborateurs permanents
- Maurizio Ambrosini, sociologue
- Stefano Bittasi sj, jésuite et bibliste
- Anna Casella, anthropologue
- Giacomo Poretti, acteur comique
- Paolo Dall'Oglio sj, jésuite en Syrie
- Silvano Fausti sj, jésuite et bibliste
- Thomas J. Reese sj, jésuite et journaliste
- Fabrizio Valletti sj, jésuite en Naples (Scampia)